# Гранулоцитарний колонієстимулюючий фактор
CSF3 (англ. Colony stimulating factor 3) – білок, який кодується однойменним геном, розташованим у людей на короткому плечі 17-ї хромосоми. Довжина поліпептидного ланцюга білка становить 207 амінокислот, а молекулярна маса — 22 293.
| 10         |  | 20         |  | 30         |  | 40         |  | 50         |
| ---------- |  | ---------- |  | ---------- |  | ---------- |  | ---------- |
| MAGPATQSPM |  | KLMALQLLLW |  | HSALWTVQEA |  | TPLGPASSLP |  | QSFLLKCLEQ |
| VRKIQGDGAA |  | LQEKLVSECA |  | TYKLCHPEEL |  | VLLGHSLGIP |  | WAPLSSCPSQ |
| ALQLAGCLSQ |  | LHSGLFLYQG |  | LLQALEGISP |  | ELGPTLDTLQ |  | LDVADFATTI |
| WQQMEELGMA |  | PALQPTQGAM |  | PAFASAFQRR |  | AGGVLVASHL |  | QSFLEVSYRV |
| LRHLAQP    |  |            |  |            |  |            |  |            |

A: Аланін

C: Цистеїн

D: Аспарагінова кислота

E: Глутамінова кислота

F: Фенілаланін

G: Гліцин

H: Гістидин

I: Ізолейцин

K: Лізин

L: Лейцин

M: Метіонін

P: Пролін

Q: Глутамін

R: Аргінін

S: Серин

T: Треонін

V: Валін

W: Триптофан

Кодований геном білок за функціями належить до цитокінів, факторів росту. 
Задіяний у такому біологічному процесі, як альтернативний сплайсинг. 
Секретований назовні.